# 北京的回族
北京，有一個龐大的回族社區，根據2010年中國人口普查，北京有回族249223人，占該市總人口的2.35%。截至2010年，回族是該市第二大少數民族，僅次於滿族。回族人遍佈整個城市但高度集中於某些社區，如牛街、常营、于家务。

## 歷史
從公元10世紀開始，穆斯林就一直出現在北京。牛街清真寺就建於當時。
在元朝，北京成為中國伊斯蘭教的中心，穆斯林有分參與大都的設計和建設。13世紀，北京的穆斯林人口有3000戶。在明朝初期，該市的個別穆斯林被政府授予政治和宗教頭銜。在清朝，這座城市對穆斯林變得更加重要，因為它是中國穆斯林之間知識和文化交流的樞紐。
在民國時期，北京的穆斯林通過促進伊斯蘭教育和文化以及對國家的愛國主義，在政治動蕩中倖存下來。自1949年以來，北京一直是中國伊斯蘭教協會和中國伊斯蘭教學院的中心，幫助組織北京和中國的穆斯林社區。

## 人口
1982年的人口普查顯示，北京有184，693人是回族，約佔北京總人口的2%，佔少數民族人口的57%。

## 分布
牛街、常营回族乡、于家务回族乡

## 教育
2011年的一篇論文指出，牛街和更廣泛的（現已解散）宣武區有專門針對回族學生的特殊小學。其中一所學校的校長說，他們的目標是用伊斯蘭教育來補充中國的國家教學標準，一位教師說，他們的目標是確保回族學生能夠接受高等教育並融入更廣泛的中國社會。除西城外，北京市多区亦有回民小学。
北京市较出名的回民中学则为北京市回民学校，还有一些少数民族学生较多（不局限于回族）的学校，如位于常营的北京陈经纶中学民族分校。

## 經濟
北京的回族多從事餐飲業，截至1996年，回族在北京經營著數百家伊斯蘭餐館。

## 宗教
截至2017年，北京約有70座清真寺。通常一座回族清真寺的存在表明附近居住著500名回族人或100個回族家庭。